# Elek Tibor (irodalomtörténész)
Elek Tibor (Nyíregyháza, 1962. augusztus 27. –) irodalomtörténész, kritikus, főszerkesztő, író, színigazgató.

## Élete
Gyerekkorát Nagykállón töltötte, ott is érettségizett. A debreceni Kossuth Lajos Tudományegyetemen diplomázott 1987-ben magyar-történelem szakon, majd 2004-ben szerzett doktori tudományos fokozatot a Debreceni Egyetemen.
1986–2011 között Gyulán lakott, ahol magyart és történelmet tanított az Erkel Ferenc Gimnáziumban, volt a Gyulai Hírlap főszerkesztője, három éven keresztül pedig az MTA támogatott kutatóhelyek irodájában tudományos segédmunkatárs.
Békéscsaba és a térség irodalmi rendezvényeinek szervezésében, lebonyolításában jelentős szerepet vállalt és vállal, sokat tett a helyi kulturális értékek országos népszerűsítése érdekében. Számos irodalmi és kulturális program, konferencia, fesztivál, könyvbemutató, író-olvasó találkozó szervezője, lebonyolítója. Ilyen volt 2000-ben a Békéscsabán és Gyulán tartott Magyar líra az ezredfordulón és 2001-ben a Magyar próza az ezredfordulón címmel megszervezett konferencia- és lírafesztivál, illetve a 2003 óta kétévente megrendezett gyulai Irodalmi Humorfesztivál is.
1997-től a Bárka irodalmi, művészeti folyóirat főszerkesztő-helyettese volt, 1999-től a nyomtatott folyóirat, 2007-től pedig a BárkaOnline főszerkesztője is. 1999-től 2008-ig a Békés Megyei Könyvtár osztályvezetőjeként folytatta tevékenységét, majd pedig a Bárka kiadója, a Békéscsabai Jókai Színház lett a munkahelye.
1983–1984 óta publikál irodalom- és színházkritikákat, tanulmányokat, esszéket, publicisztikákat, irodalmi beszélgetéseket magyarországi és határon túli irodalmi folyóiratokban, napi- és hetilapokban. 2004–2008 között az Aradon megjelenő Irodalmi Jelen című folyóirat kritikai rovatát szerkesztette. 2013-tól tanít a Marosvásárhelyi Művészeti Egyetemen kortárs magyar irodalmat a Balassi Intézet lektor-irodalomtörténész vendégoktatójaként. 2017-ben a Gyulai Várszínház igazgatójának választották.
1999-es megalakulása óta a Körös Irodalmi Társaság elnöke.

## Kötetei
- Szabadságszerelem (magatartások és formák a nyolcvanas évek kisebbségi magyar irodalmaiból, Kalligram Kiadó; 1994)
- Helyzettudat és önismeret (magyarság és európaiság kérdései napjaink esszéirodalmában, Felsőmagyarország – Tevan Kiadó; 1997)
- Értékválasztás (közéleti, politikai írások 1989-1998 között, Tevan Kiadó; 1999)
- Székely János (monográfia, Kalligram Kiadó Tegnap és Ma sorozat;[6] 2001)
- Fényben és árnyékban. Az irodalmi siker természetrajza (kritikák, tanulmányok, beszélgetések, Kalligram Kiadó, 2004)
- Árnyékban és fényben – Darabokra szaggatott magyar irodalom (Kalligram; 2007)
- Magatartások és formák. Magyar irodalom Erdélyben tegnap és ma (Pallas Akadémia; 2008)
- Gion Nándor írói világa (monográfia, Noran Kiadó, Budapest, 2009)
- Székely János (monográfia, 2. bőv. kiad., Pallas-Akadémia, Csíkszereda; 2011)[7]
- Állítások és kérdések (tanulmányok, esszék, kritikák, beszélgetések, viták; Kortárs, Budapest; 2012)[8]
- Irodalom és nemzeti közösség (válogatott és új esszék 1984–2014 között, Cédrus Művészeti Alapítvány – Napkút Kiadó; 2014)[9]
- Markó Béla költői világa (monográfia, Bookart Kiadó, Csíkszereda, 2014)
- Párbeszédben a kortárs „erdélyi” magyar irodalommal (interjúkötet, Előretolt Helyőrség Íróakadémia–Kárpát-medencei Tehetséggondozó Nonprofit Kft., Budapest, 2017)[10]
- Grendel Lajos (Közelképek írókról sorozat, MMA, Budapest, 2018)[11]

## Díjai, elismerései
NKA- és Móricz Zsigmond-ösztöndíjas
- Pro Literatura díj (2006)
- Ratkó József-díj (2008)
- Irodalmi Jelen-kritikadíj (2008)
- Sík Ferenc-nívódíj (2009)
- Hídverő díj – Erdély Magyar Irodalmáért Alapítvány (2010)[13]
- József Attila-díj (2011)
- Békéscsaba Megyei Jogú Város Közgyűlésének Elismerése (2014)
- Magyar Érdemrend lovagkeresztje polgári tagozat kitüntetés (az anyaországi és a határon túli magyar kulturális életet irodalmi és színházi témájú kritikái mellett sokszínű írásaival is gazdagító pályája elismeréseként, 2022)[14]